# All About Us
Az All About Us az első szám, ami az orosz t.A.T.u. zenekar Dangerous and Moving című második angol stúdióalbumán és az orosz Ljugyi invalidi (Invalid People) albumon megjelent. Az All About Us 8. helyen állt a 2005-ös UK zenei toplistán. A számot az ausztrál The Veronicas együttes, Josh Alexander és Billy Steinberg írta.

## A videóklip
A James Cox által rendezett videóklipet Los Angelesben forgatták. Két változata létezik, egy cenzúrázott és egy vágatlan verzió. A cenzúrázott videó augusztus 18-án jelent meg a hivatalos honlapon. A vágatlan verziót csak később jelentették meg. A klip nagyon népszerű volt egész Európában, a legtöbbször a spanyol nyelvű tévék játszották.

## Összefoglalás
A cenzúrázatlan verzió azzal kezdődik, ahogyan Lena és Julija megérkeznek egy autóval, amiben az All the Things She Said című számuk refrénje szól a rádióban. Egy koreai étterembe mennek be, és hamis főcímek láthatóak újságokból kettejük kapcsolatára vonatkozóan. Egy asztalnál ülnek, isznak és veszekednek, amíg Julija ki nem borul.
Az újságcímbevágások folytatódnak, ahogy Julija elsétál az étteremtől, és Lena követi autóval. Az úton sétálva Juliját felveszi egy férfi, akit Charlie Koznik színész alakít. Lena megpróbálja felhívni Juliját, de a telefon foglalt. Julija eközben megérkezik a férfi lakására, ahol szeretkezésbe kezdenének, ami hamar átfordul megerőszakolási kísérletbe. Julija kiszabadul, ellöki magától a férfit, és hívja Lenát. A férfi azonban átlöki Juliját a dohányzóasztal üvegén. A telefon ugyan kiesik Julija kezéből, mielőtt beszélhetne Lenával, de Lena elindul autójával megkeresni Juliját. Eközben a férfi még mindig dulakodik Julijával, és fojtogatni kezdi a lányt, akinek sikerül elszabadulni, és a földön talált töltényeket egy pisztolyba helyezni. Amikor a férfi előjön, hogy újra rátámadjon, Julija fejbe lövi, és a vére felkenődik a fehér falra. Ezután Julija kimászik az ablakon, le a tűzlétrán, épp mikor Lena megérkezik az autóval, és egymásra mosolyognak.
A videóklipet Julija középső ujjal bemutatása, a dohányzóasztalos jelenet, a pisztoly megtalálása és a véres fal miatt vágták meg.

## Fordítás
Ez a szócikk részben vagy egészben  az   All About Us című angol Wikipédia-szócikk ezen változatának fordításán alapul.  Az eredeti cikk szerkesztőit annak laptörténete sorolja fel. Ez a jelzés csupán a megfogalmazás eredetét és a szerzői jogokat jelzi, nem szolgál a cikkben szereplő információk forrásmegjelöléseként.